# Graça Paz
Maria da Graça Fonseca Paz, mais conhecida como Graça Paz (Guimarães, 2 de maio de 1953) é uma advogada, administradora e política brasileira. Ela é casada com o engenheiro Clodomir Paz e mãe do deputado estadual Guilherme Paz.

## Carreira política
Ingressou na política quando candidatou-se à deputada estadual em 2002 pelo PDT tendo sido eleita, vindo em seguida os três mandatos consecutivos. Antes de entrar na política em 2002, ela trabalhava para seu marido, o também deputado estadual Clodomir Paz.
Nas Eleições de 2018, candidatou-se à vice-governadora ao lado de Roberto Rocha (PSDB), não logrando o êxito. 